# Pöschendorf
Pöschendorf (niederdeutsch Päschendörp) ist eine Gemeinde im Kreis Steinburg in Schleswig-Holstein.

## Geografie

### Geografische Lage
Das Gemeindegebiet von Pöschendorf erstreckt sich im Bereich des Naturraums Heide-Itzehoer Geest etwa zwölf Kilometer nördlich von Itzehoe. Der Pöschendorfer Graben fließt im Gemeindegebiet.

### Gemeindegliederung
Die Gemeinde lässt sich siedlungsgeografisch in mehrere Wohnplätze gliedern. Neben dem namenstiftenden Dorf befinden sich auch die Häusersiedlung Schäferkoppel, die Hofsiedlungen Klindt und Holzbaum, wie auch die Streusiedlungen Breitenfelde und Hohenesch im Gemeindegebiet.

### Nachbargemeinden
Unmittelbar angrenzende Gemeindegebiete von Pöschendorf sind:
| Schenefeld  | Oldenborstel                                |                |
| Hadenfeld   | Kompassrose, die auf Nachbargemeinden zeigt | Christinenthal |
| Kaisborstel |                                             | Drage, Looft   |

## Geschichte
Bereits in der Steinzeit haben Menschen auf dem Gebiet der heutigen Gemeinde Pöschendorf gelebt. Zeugnis hierfür ist der Krinkberg, eine Gruppe von Hügelgräbern, wovon einst mindestens 29 in der Umgebung nachweisbar waren.
Als typisches karolingisches Hufendorf hat Pöschendorf seinen Ortsnamen vermutlich um 811 n. Chr. von fränkischen Eroberern erhalten. Davor lebten die Menschen in der Gegend auf weit zerstreut liegenden Einzelhöfen. Eine geschlossene dörfliche Siedlung vor dem 9. Jahrhundert ist nicht nachweisbar. Charakteristisch für Ortsgründungen im frühen Mittelalter ist die Aufteilung der Felder in so genannte Fränkische Hufe. Diese streng festgelegten langen und relativ schmalen Agrarflächen sind noch heute auf Satellitenbildern von Pöschendorf deutlich zu sehen.
Unmittelbar am Krinkberg befand sich bis in die Neuzeit eine verkehrsgeografisch wichtige Kreuzung des westlichen Ochsenweges. Dieser zentrale Verkehrspunkt soll zu Ostern ein Sammelplatz der ersten Christen in Holstein gewesen sein. Nach einer Theorie leitet sich davon der Ortsname ab: Das christliche Osterfest hieß im norddeutschen sowie romanischen Sprachgebrauch früher Paschen, skandinavisch Påske, plattdeutsch PÂÖschen (Diphthong aë, ao, aö). Anderen Theorien zufolge war Papst Paschalis I. der Ortsnamengeber, diskutiert wird aber auch die Ableitung von Esch. Bis ins 19. Jahrhundert sind in der Literatur verschiedene Schreibweisen des Ortsnamens zu finden: Paeschendorf, Paschendorf, Päschendorf, Pöschendorf etc. Erst seit 1867, als Schleswig-Holstein preußische Provinz wurde, ist die offizielle Schreibweise Pöschendorf.
Im Jahre 1885 wurden bei Ausgrabungen am Krinkberg wertvolle Schätze aus verschiedenen Epochen gefunden. Darunter waren 91 Münzen aus dem 8. Jahrhundert sowie der vergoldete Bronzebeschlag eines Schwertknaufes und andere Waffen. Auf dem Pöschendorfer Wappen sind aus diesem Fund ein grünes Schild, ein goldenes Schwert und zwei silberne frühmittelalterliche Münzen abgebildet. Auf der linken Münze steht die Aufschrift CAROLUS; auf der rechten ist die Prägung DORSTAD zu sehen. Carolus ist Karl der Große, der im 8. und 9. Jahrhundert auch im Norden viele Siedlungen begründet und in Dorstad (Dorestad), der bedeutendsten friesischen Handelsstadt zu dieser Zeit, nahe dem heutigen Utrecht, ein Münzhaus hatte. Die gewölbte Teilungslinie im Schildhaupt des Wappens stellt den Krinkberg als Fundort und somit die Verbindung zwischen Besiedlung in der Bronzezeit und Dorfgründung in der Karolingerzeit dar.

## Politik

### Gemeindevertretung
Bei der Kommunalwahl am 14. Mai 2023 wurden insgesamt neun Sitze vergeben. Diese fielen erneut alle an die Allgemeine Kommunale Wählergemeinschaft Pöschendorf. Die Wahlbeteiligung betrug 57,3 %.

### Wappen
Blasonierung: „Unter silbernem, in der Mitte eingebogenem Schildhaupt in Grün ein wachsendes goldenes Schwert zwischen zwei silbernen frühmittelalterlichen Münzen, die rechte mit der Aufschrift CAROLUS, die linke mit der Aufschrift DORSTAD.“

## Sehenswürdigkeiten

### Pöschendorfer Ehrenmal

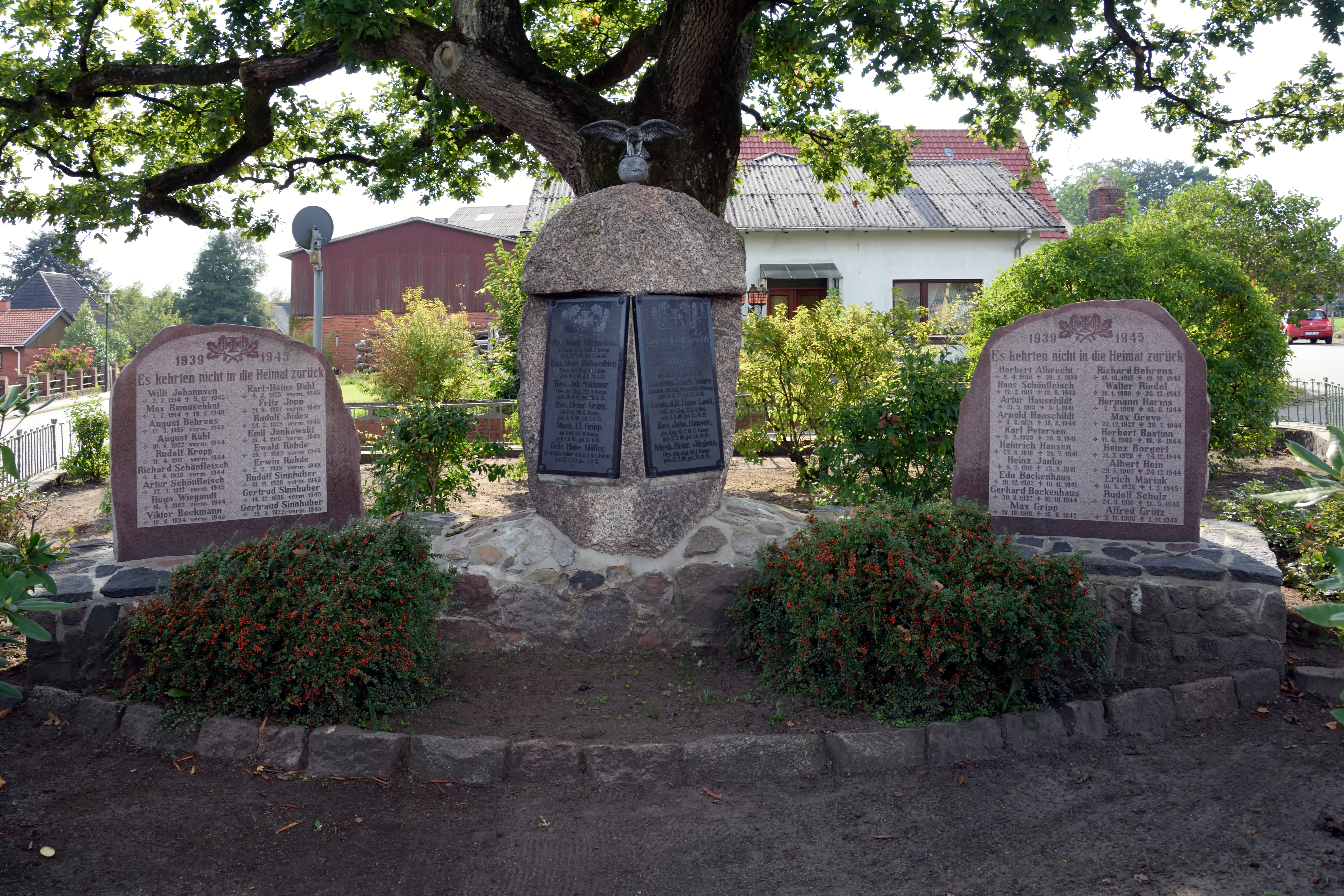
Pöschendorfer Ehrenmal

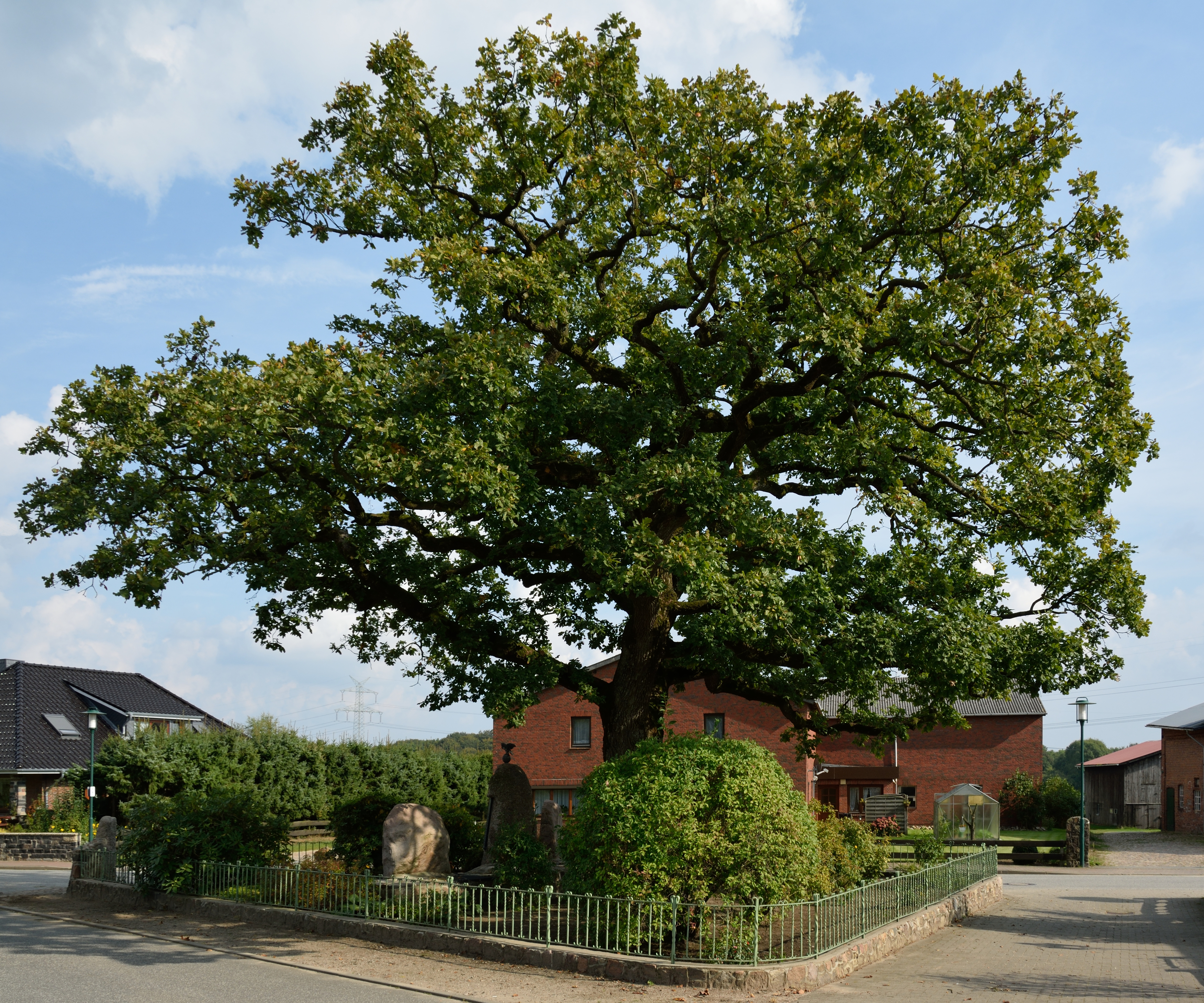
Doppeleiche mit Ehrenmal-Anlage

Das Pöschendorfer Ehrenmal für die in der Fremde verstorbenen Einwohner beider Weltkriege befindet sich in der Ortsmitte und besteht aus einer kleinen gepflegten Anlage in deren Zentrum eine Doppeleiche steht. In der Mitte des Ehrenmals steht ein großer Findling als Gedenkstein für die Gefallenen Pöschendorfer des Ersten Weltkrieges mit zwölf Namen; auf der Spitze befindet sich die Plastik eines Adlers auf einer Kugel. Zu beiden Seiten steht jeweils ein weiterer großer Granitstein für die Gefallenen und Vermissten Pöschendorfer des Zweiten Weltkrieges sowie für die auf der Flucht aus den ehemaligen deutschen Ostgebieten ums Leben gekommenen, deren Hinterbliebene in Pöschendorf ein neues Zuhause fanden. Diese beiden Steine führen zusammen 38 Namen.
Am Volkstrauertag und zu anderen Anlässen finden regelmäßig am Pöschendorfer Ehrenmal Gedenkfeiern statt.
Die vorgenannte Doppeleiche gilt als Prachtexemplar, da nur in sehr seltenen Fällen zwei junge Bäume bereits im oder am Boden zu einem Stamm zusammenwachsen und eine gemeinsame Krone bilden. Ähnlich der Doppeleiche in Pinneberg ist auf den ersten Blick kein zweiter Stamm zu erkennen. Die Pöschendorfer Eiche hat jedoch an der ersten Gabelung eine deutliche „Narbe“, die bei Bäumen aus zwei Trieben Zwiesel genannt wird.

### Weitere
Beliebte Ausflugs- und Wanderziele sind der archäologisch bedeutsame Krinkberg und der große Mischwald Richtung Looft.

## Verkehr
Pöschendorf wird im motorisierten Individualverkehr erreicht über die Bundesstraße 430. Diese zweigt an der Autobahn-Anschlussstelle Schenefeld (Nr. 7) in der Nachbargemeinde Hadenfeld von der Bundesautobahn 23 ab und führt in östlicher Richtung über Schenefeld und Hohenwestedt in Richtung Neumünster, wo sie an der Anschlussstelle Neumünster-Mitte (Nr. 14) an die Bundesautobahn 7 eine angebunden ist.